# Жан (граф де Бриенн)
Жан I де Бриенн (фр. Jean Ier de Brienne; ок. 1235 — 1260) — граф Бриенна с 1246 года.

## Биография
Старший сын Готье IV де Бриенна и кипрской принцессы Марии де Лузиньян. В 1246 году наследовал отцу, убитому в каирской тюрьме.
Жил вместе с матерью при кипрском дворе и практически не занимался управлением своим графством.
В 1255 году женился на Марии д’Энгьен (ум. до 1275), даме де Тьёзи, дочери Сойе II д’Энгьена и его жены Аликс фон Цоттегем. Детей не было.
Жан I умер между сентябрём 1260 и январём 1261 года. Ему наследовал брат — Гуго. Мария д’Энгьен вторым браком вышла замуж за Гуго IV де Ретеля.